# Hans Decker
Hans Decker foi um escultor alemão de meados do século XV.
Entre suas principais esculturas está a colossal estátua de St. Christopher com o Menino Jesus em seu ombro.